# Fred Guy

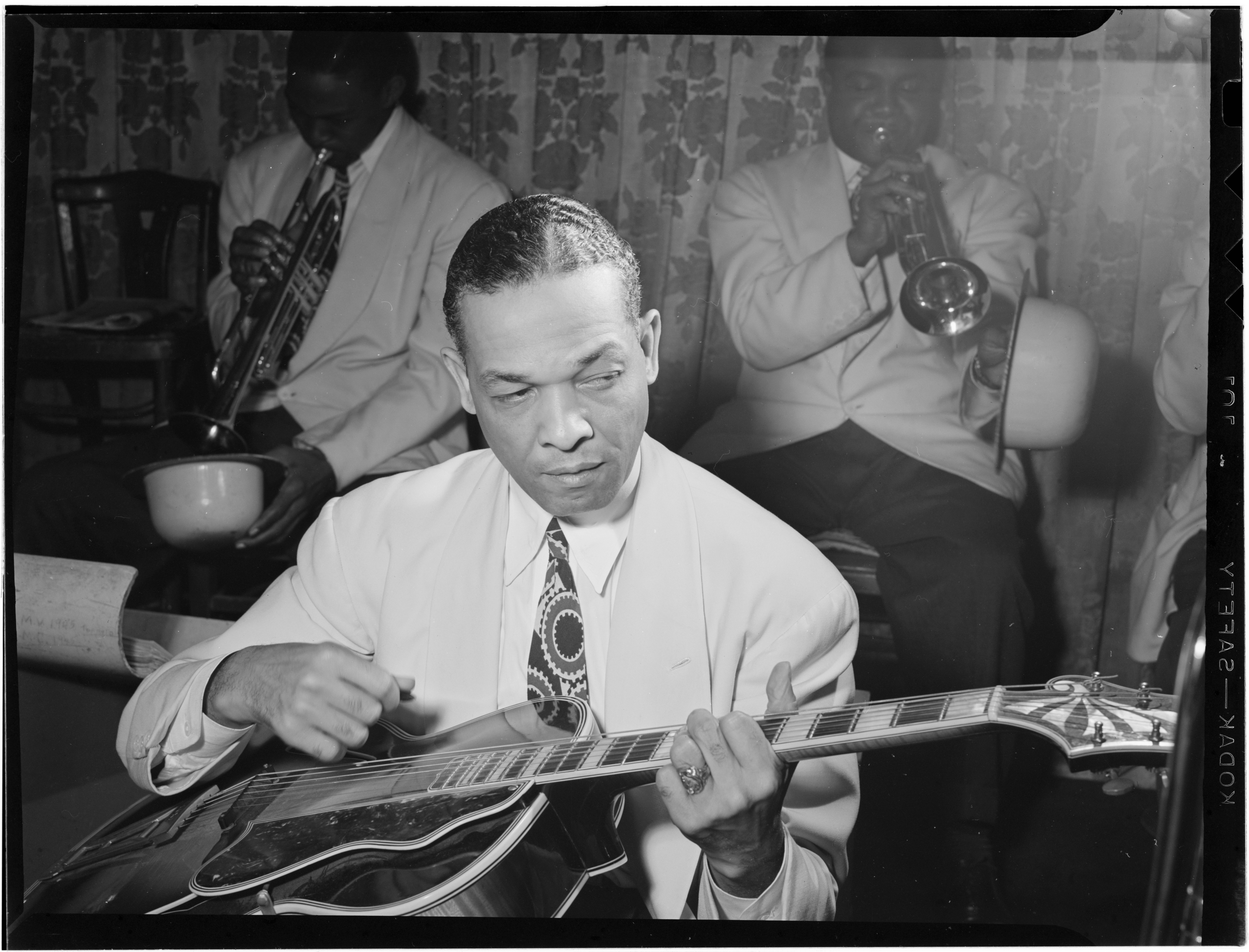
Fred Guy in New York, ca. november 1946 (foto: William Gottlieb).

Fred Guy (Burkesville (Georgia), 23 mei 1897 - Chicago, 22 november 1971) was een Amerikaanse jazz-banjospeler en -gitarist die voornamelijk in het orkest van Duke Ellington actief was.
Guy groeide op in New York. Hij speelde gitaar en banjo in het orkest van Joseph C. Smith en vertrok in de lente van 1925 naar the Washingtonians, waar hij Elmor Snowden verving. Snowden was uit de band gezet na onenigheid over geld en Duke Ellington was nu de nieuwe leider. Guy zou vierentwintig jaar bij Ellington spelen.
Hij speelde banjo tot het begin van de jaren dertig. Zijn stijl was ritmisch en percussief. Daarna speelde hij meer gitaar, maar op opnames is hij niet goed te horen. Ook kreeg hij geen soli toegewezen. Na zijn vertrek bij Ellington werd hij niet vervangen.
Guy richtte zich daarna met name op zijn werk als manager van een ballroom in Chicago.
- Bibsys: 1054042
- Bibliothèque nationale de France: cb13921508x (data)
- Gemeinsame Normdatei: 1185301038
- International Standard Name Identifier: 0000 0004 0699 3031
- Library of Congress Control Number: n80124239
- MusicBrainz: ffd90943-ec19-4b02-8077-1cf2e4221b90
- Nationale Bibliotheek van Israël: 987007364018205171
- Réseau des bibliothèques de Suisse occidentale: 02-A005945688
- Istituto Centrale per il Catalogo Unico: DDSV138183
- SNAC: w6nh8vr4
- Virtual International Authority File: 51877191
- WorldCat: E39PBJmy4byxtbyvg4dWx47fv3